# Gunung Agung (Arga Makmur)
Gunung Agung is een bestuurslaag in het regentschap Bengkulu Utara van de provincie Bengkulu, Indonesië. Gunung Agung telt 2278 inwoners (volkstelling 2010).